# 音楽に関する賞
音楽に関する賞（おんがくにかんするしょう）では、音楽の賞とコンクールについて記す。

## 音楽賞

### 日本
- MUSIC AWARDS JAPAN
- 芥川作曲賞
- 朝日作曲賞（吹奏楽部門、合唱部門）
- MPA賞
- オリコン年間ランキング（旧：日本レコードセールス大賞）
- サントリー音楽賞 - 日本の洋楽文化の発展に貢献した者へ贈られる賞
  - 佐治敬三賞 - チャレンジ精神に満ちた公演に贈られる賞
- CDショップ大賞 - 全国のCDショップ店員の投票によって決められる賞
- JASRAC賞 - 著作権使用料分配額に基づく賞
- JASRAC音楽文化賞 - 分配額とは無関係に選ばれる賞
- SPACE SHOWER MUSIC AWARDS - 日本最大の音楽専門チャンネル「スペースシャワーTV」が授与する賞
- NexTone Award
- 日本ゴールドディスク大賞 - 作品の売上に基づく賞
- 日本作詩大賞
- 日本プロ音楽録音賞 - 録音エンジニア等に贈られる賞
- 日本レコード大賞 - 新聞記者を主体にした審査員によって決められる賞
- ビルボード・ジャパン・ミュージック・アワード - ビルボード・ジャパンが発表する音楽チャートの順位に基づく賞
- Jazz Japan Award - ジャズにおける賞
- ミュージック・ジャケット大賞

### アメリカ
- グラミー賞 - 世界最大の音楽賞
  - グラミー賞受賞者一覧
- ビルボード・ミュージック・アワード（BBMAs） - アメリカの4大音楽賞の1つ
- アメリカン・ミュージック・アワード（AMAs） - アメリカの4大音楽賞の1つ
- ロックの殿堂入り授賞式（RRHOF） - アメリカの4大音楽賞の1つ
- アカデミー歌曲賞 - 映画の主題歌賞
- BETアワード - ブラックミュージックを中心としたマイノリティ音楽の賞
- ソウル・トレイン・ミュージック・アワード - ブラックミュージックの賞
- ラジオ・ミュージック・アワード（）
- ラテン・グラミー賞 - ラテン音楽のグラミー賞
- ナ・ホク・ハノハノ賞 - ハワイ音楽のグラミー賞

### 韓国
- Mnet Asian Music Awards（MAMA）
- Melon Music Awards（MMA）
- Asia Artist Awards（AAA）
- The Fact Music Awards（）（TMA）
- ゴールデンディスク賞（GDA）
- ソウル歌謡大賞（SMA）
- 韓国大衆音楽賞（KMA）
- ガオンチャートミュージックアワード（GAON）
- APAN Music Awards（）（APAN）
- Genie Music Awards（）（GMA）
- Annual Soompi Awards（）
- Soribada Best K-Music Award（SOBA）
- 国際尹伊桑作曲賞

### その他の国
- ワールド・ミュージック・アワード（IFPI）
- ジュノー賞（カナダ）
- ブリット・アワード（イギリス）
- グラモフォン・アワード（イギリス）
- マーキュリー賞（イギリスもしくはアイルランド）
- エコー賞（ドイツ）
- NRJミュージック・アワード（）（フランス）
- サンレモ音楽祭（イタリア歌謡祭）（イタリア）
- ARIAミュージック・アワード（オーストラリア）
- 金曲賞（台湾）

### 過去にあった日本の賞レース
- 日本歌謡大賞 - 放送音楽プロデューサー連盟が主催
- 日本有線大賞 - 有線放送シェア第2位の「キャンシステム」へ寄せられるリクエスト回数に基づく賞
- 全日本有線放送大賞→ALL JAPANリクエストアワード→ベストヒット歌謡祭 - 読売テレビ放送と大阪有線放送社（現在のUSEN）が共催していた賞。2011年よりコンサート方式に変更
- 日本作曲大賞
- 日本演歌大賞
- 全日本歌謡音楽祭
- 世界歌謡祭
- FNS歌謡祭 - 1991年以降はその年のヒット曲を振り返るコンサート方式に変更
- 日本テレビ音楽祭
- 東京音楽祭
- 新宿音楽祭
- 銀座音楽祭
- 横浜音楽祭
- 長崎歌謡祭
- メガロポリス歌謡祭
- ヤング歌謡大賞・新人グランプリ
- KBC新人歌謡音楽祭
- FM FESTIVAL LIFE MUSIC AWARD
- JFNリスナーズアウォード
- 古賀政男記念音楽大賞
- 南里文雄賞
- 日本ジャズヴォーカル賞

## ミュージックビデオの賞
- MTV Video Music Awards Japan（VMAJ、日本）
- MTV Video Music Awards（VMAs、アメリカ） - 世界最大の音楽イベント/ミュージックビデオの祭典
- MTV Europe Music Awards（ヨーロッパ）
- MTV Asia Awards（アジア）
- MTV Australia Awards（オーストラリア）
- MTV Africa Music Awards（アフリカ）
- MTV Russia Music Awards（ロシア）
- MTV Video Music Awards Brasil（ブラジル）
- MTV Pilipinas Music Awards（フィリピン）
- MTV Immies（インド）
- MTV Romania Music Awards（ルーマニア）
- Los Premios MTV Latinoamérica（ラテン・アメリカ）
- TMFアワード（）（ベルギー）

## コンクール

### 日本
- 日本音楽コンクール
- 日本クラシック音楽コンクール
- 日本管打楽器コンクール
- 日本木管コンクール
- 全日本合唱コンクール
- 全日本アンサンブルコンテスト
- 全日本吹奏楽コンクール
- 全日本リコーダーコンテスト
- 全日本学生音楽コンクール
- 全日本ジュニアクラシック音楽コンクール
- NHK全国学校音楽コンクール
- 東京国際音楽コンクール
- 京都国際音楽コンクール
- 仙台国際音楽コンクール
- 神戸国際学生音楽コンクール
- 浜松国際ピアノコンクール
- 神戸国際フルートコンクール
- 国際オーボエコンクール
- 高松国際ピアノコンクール
- 宝塚国際室内合唱コンクール
- 全国男声声楽アンサンブルコンテスト
- 声楽アンサンブルコンテスト全国大会
- 日本演奏家コンクール
- ノーヴイ国際音楽コンクール
- YBP国際音楽コンクール
- かながわ音楽コンクール
- 名古屋文化振興賞

### 世界
- AIC/Mostly Modern国際作曲コンクール
- アンサンブル・アレフ主催国際作曲フォーラム
- エリザベート王妃国際音楽コンクール
- クロッペンブルク芸術賞
- ショパン国際ピアノコンクール
- チャイコフスキー国際コンクール
- デュエ・アゴースト・国際作曲コンコルソ
- ブゾーニ国際ピアノコンクール
- ブラームス国際コンクール
- メンヒェングラートバハ市国際作曲コンクール
- ユーロビジョン・ソング・コンテスト
- ルービンシュタイン国際ピアノコンクール
- ロン=ティボー国際コンクール